# Цеплево
Цеплево (пол. Cieplewo, нім. Zipplau) — село в Польщі, у гміні Прущ-Гданський Ґданського повіту Поморського воєводства.
Населення — 940 осіб (2011).

## Демографія
Демографічна структура станом на 31 березня 2011 року:
|          | Загалом | Допрацездатний вік | Працездатний вік | Постпрацездатний вік |
| -------- | ------- | ------------------ | ---------------- | -------------------- |
| Чоловіки | 476     | 116                | 335              | 25                   |
| Жінки    | 464     | 107                | 286              | 71                   |
| Разом    | 940     | 223                | 621              | 96                   |